# The Wall Street Shuffle
The Wall Street Shuffle ist ein Song der Rockband 10cc, der am 15. Juni 1974 veröffentlicht wurde. Der Song wurde zuerst auf dem Album Sheet Music veröffentlicht und als zweite Single ausgekoppelt. Das Stück erreichte Platz 10 in den UK-Charts.

## Hintergrund
Der Song ist ein klassischer Rocksong mit einem eingängigen Gitarrenriff. Der Text handelt von der Wall Street und erwähnt Industrielle und Bankiers wie J. Paul Getty, die Rothschilds und Howard Hughes. Über die Entstehung des Songs sagte Eric Stewart in einem Interview:

“We were crossing Wall Street in New York in a stretch limousine, celebrating the fact that we'd got in the charts with Rubber Bullets, and we'd gone across the big financial district of America there, and just as we were going across the street, Lol said 'Wall Street! The Wall Street Shuffle!' And I said 'Do the Wall Street Shuffle,' the melody, I had the melody in my head. But it was Lol, Lol's words. Wall Street Shuffle.”

„Wir fuhren über die Wall Street in New York in einer Stretch-Limousine, feierten die Tatsache, dass wir mit Rubber Bullets in den Charts waren, und wir waren in dem großen Bankenviertel von Amerika, und gerade als wir über die Straße gehen, sagte Lol: „Wall Street! The Wall Street Shuffle!“ Und ich sagte: 'Do the Wall Street Shuffle ", die Melodie, ich hatte die Melodie in meinem Kopf. Aber es waren Lol, Lols Worte. Wall Street Shuffle.“

## Rezeption
Dave Thompson schrieb bei Allmusic:

“10cc's sixth British single, and the opening cut on 1974's epochal Sheet Music album, the stridently riff-heavy Wall Street Shuffle, is one of the band's most distinctive numbers, and an early indication of the sheer strength of the Eric Stewart/Graham Gouldman songwriting team.”

„10cc’s sechste britische Single, und das erste Stück auf dem epochalen 1974er Album Sheet Music, das lautstarke riff-lastige Wall Street Shuffle, ist eines der markantesten Stücke der Band und ein frühes Anzeichen von der schieren Kraft des Eric Stewart / Graham Gouldman Songschreiberteams.“

## Coverversionen
Die Abba-Sängerin Anni-Frid Lyngstad veröffentlichte das Lied in schwedischer Sprache auf ihrem Soloalbum Frida ensam.

## Chartpositionen
| Chart (1974)            | Peak position |
| ----------------------- | ------------- |
| UK Singles Charts       | 10            |
| Dutch Top 40            | 2             |
| Deutsche Singles Charts | 43            |
| Irish Singles Charts    | 9             |